# Forges Saint-Roch
L'association les Forges Saint-Roch est une association sans but lucratif dédiée à l'organisation de stages de fouilles archéologiques dont le siège est à Couvin en Belgique.

## But
L'association les Forges Saint-Roch organise depuis 1976 des stages d'archéologie essentiellement destinés aux étudiants en archéologie mais également ouverts aux amateurs de tous âges. Elle travaille sous l'égide du Service Public de Wallonie (SPW) (Service des Fouilles). Elle accueille chaque année des étudiants et amateurs d'une dizaine de nationalités (belges, français, luxembourgeois, allemands, suisses, nord américains, […]). Le but essentiel de l'association est de former les étudiants et amateurs aux techniques professionnelles de l'archéologie à travers des stages réalisés chaque été sur des chantiers de fouille toutes époques.
L'association a occasionnellement pratiqué l'archéologie expérimentale par le passé (bas-fourneaux, ateliers de poterie, fabrication et utilisations de propulseurs, […]).

## Historique de fouilles
- 1976 à 1988 : La fouille et la consolidation du château de Hauteroche à Dourbes (sous l'égide du service des fouilles belges).
- 1977 à 1979 (et 1986) : Les temples jumelés et la villa romaine de Matagne-la-Petite.
- 1977 : Le cimetière mérovingien du Centre de Physique à Dourbes
- 1991 à 1999 : La fouille du site de l'Ancienne église Saint-Lambert à Nismes[1]
- 2000 à 2002 : Reprise de la fouille du château médiéval de Hauteroche à Dourbes[2]
- 2003 : Le site métallurgique gallo-romain de Géronsart
- 2004 à 2015 : La fortification protohistorique de Olloy-sur-Viroin[3].

### Articles Web
- Patrick Lemaire, « La porte d'une fortification gauloise à Olloy », L'avenir, juillet 2010
- Patrick Lemaire, « Des coupeurs de têtes sur le Viroin », L'avenir, juillet 2010
- Patrick Lemaire, « Plus de cent jeunes dans les fouilles du Viroin », L'avenir, 2011
- Patrick Lemaire, « Gratter le fort d’Olloy, sous la boue… », L'avenir, 2012
- Patrick Lemaire, « Un nouvel attrait touristique ? », L'avenir, 2012

### Articles Presse
- Patrick Lemaire, « Entre Sambre et Meuse », L'avenir,‎ 27 juillet 2011

### Ouvrages de référence
- Collectif d'auteurs, « Chronique de l'archéologie wallonne n°16 », IPW et DGO4, 2009.
- Collectif d'auteurs, Chronique de l'archéologie wallonne n°18, IPW et DGO4, 2011, p. 221
- Collectif d'auteurs, Chronique de l'archéologie wallonne n°19, IPW et DGO4, 2012

### Reportages TV
- « Reportage de la RTBF », RTBF, 2005.
- « ArchéoSphère », Canal C, 2014 (à partir de 18 min 27 s)